# 烏代·曹帕拉
烏代·曹帕拉（1973年1月5日—），他是一名印度演員。
他是著名的印度導演雅什·曹帕拉的兒子，他的哥哥阿迪提亞·曹帕拉也是一個出名的導演。

## 外部連結
- 尤代·乔普拉（Uday Chopra）在互联网电影资料库（IMDb）上的資料（英文）